# Ryan Potter
Ryan Potter (nacido como Ryan Kenichi Hagimoto; Portland, 12 de septiembre de 1995) es un actor estadounidense, conocido por interpretar a Mike Fukanaga en Supah Ninjas y por dar voz a Hiro Hamada en la versión original de Big Hero 6 (2014). Desde 2018 es protagonista de la serie de televisión Titanes, como Garfield Logan / Beast Boy.

## Vida y carrera
Creció en el suburbio de Plano. A la edad de 12 años se convenció a probar para la producción de su escuela de Nueva York. Potter es de ascendencia japonesa, su padre es japonés, su madre es americana y tiene una hermana que vive en Japón con sus abuelos.
Potter cuando no está actuando practica artes marciales como lo demuestra en la serie Supah Ninjas. Le gusta bailar e ir a ver los partidos de su equipo favorito de béisbol. Ryan firma que su actor favorito es Jackie Chan y que es una gran inspiración para él.
Potter estudia en la Universidad de Nueva York actualmente y viaja constantemente entre Japón y Nueva York.

## Filmografía

### Cine
| Año  | Título            | Personaje    | Notas        |
| ---- | ----------------- | ------------ | ------------ |
| 2014 | Senior Project    | Peter Hammer | Protagonista |
| 2014 | Big Hero 6        | Hiro Hamada  | Voz          |
| 2015 | Underdog Kids     | Eric Barret  | Secundario   |
| 2016 | Throne of Elves   | Fish         | Voz          |
| 2018 | Running for Grace | Jo           | Protagonista |

### Televisión
| Año       | Título                 | Personaje                        | Notas                                                  |
| --------- | ---------------------- | -------------------------------- | ------------------------------------------------------ |
| 2011-2013 | Supah Ninjas           | Mike Fukanaga                    | Principal, serie de Nickelodeon                        |
| 2012      | Figure It Out          | Él mismo                         | Invitado, episodio 9                                   |
| 2016      | Lab Rats: Elite Force  | Riker                            | Secundario, serie de Disney XD                         |
| 2017–2021 | Big Hero 6: The Series | Hiro Hamada                      | Principal, papel de voz, serie de Disney Channel       |
| 2018–2023 | Titans                 | Garfield "Gar" Logan / Beast Boy | Principal, serie de DC Universe licenciada por Netflix |

### Videos musicales y web series
| Año   | Título                              | Rol      | Notas         |
| ----- | ----------------------------------- | -------- | ------------- |
| 2014  | Write It in the Sky (Ken Loi Remix) | Nomad    | Video musical |
| 2015– | R Styles                            | Él mismo | Serie web     |

### Videojuegos
| Año  | Título                               | Personaje   | Notas |
| ---- | ------------------------------------ | ----------- | ----- |
| 2014 | Disney Infinity: Marvel Super Heroes | Hiro Hamada |       |
| 2015 | Disney Infinity 3.0                  | Hiro Hamada | [ 1 ] |
| 2019 | Kingdom Hearts 3                     | Hiro Hamada |       |